# Lehen (Salzburg)

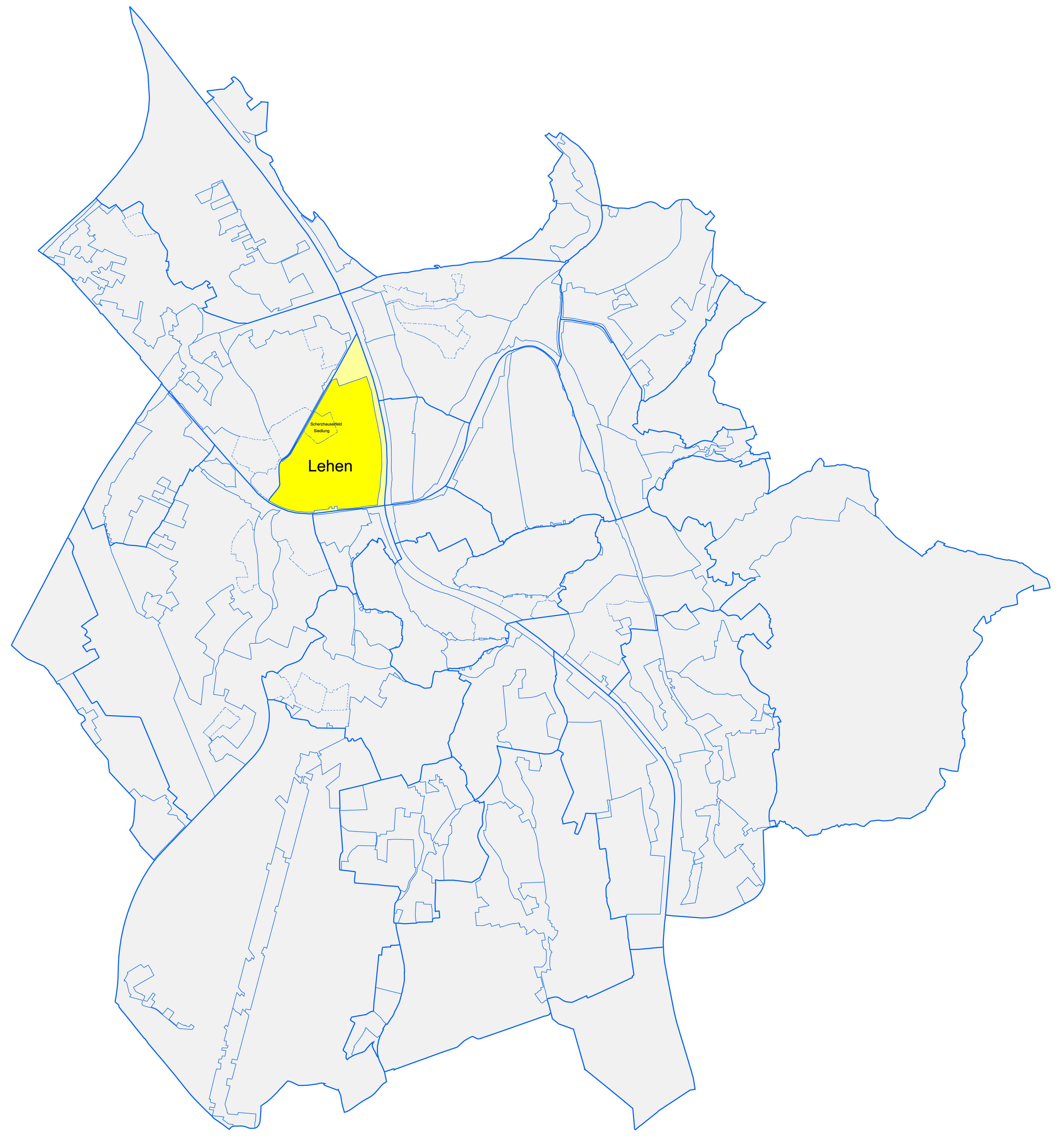
Der Salzburger Stadtteil Lehen

Lehen ist ein dicht besiedelter Stadtteil im Norden der Stadt Salzburg. Der im Umriss etwa dreieckige Stadtteil wird im Süden durch einen Abschnitt der Bahnstrecke Rosenheim–Salzburg, im Nordwesten durch Glanbach und Glankanal und im Osten durch die Salzach begrenzt. In Lehen leben fast 15.000 Bewohner, mehr als in jedem anderen Stadtteil Salzburgs.
Der Stadtteil wird geprägt von alten Wohngebäuden und einem relativ hohen Anteil an Migranten. Südlich von Lehen liegt östlich der Rudolf-Biebl-Straße der alte Salzburger Vorort Mülln, westlich derselben der Stadtteil Maxglan. Nördlich und westlich schließt der Stadtteil Liefering an. Im Osten bildet die Salzach und deren Auwaldreste die Grenze des Stadtteiles gegen Itzling und Elisabeth-Vorstadt (Froschheim).
Hauptverkehrswege sind die Ignaz-Harrer-Straße und die Rudolf-Biebl-Straße, auf denen es in den Stoßzeiten häufig zu einer Verkehrsüberlastung kommt.

## Geschichte

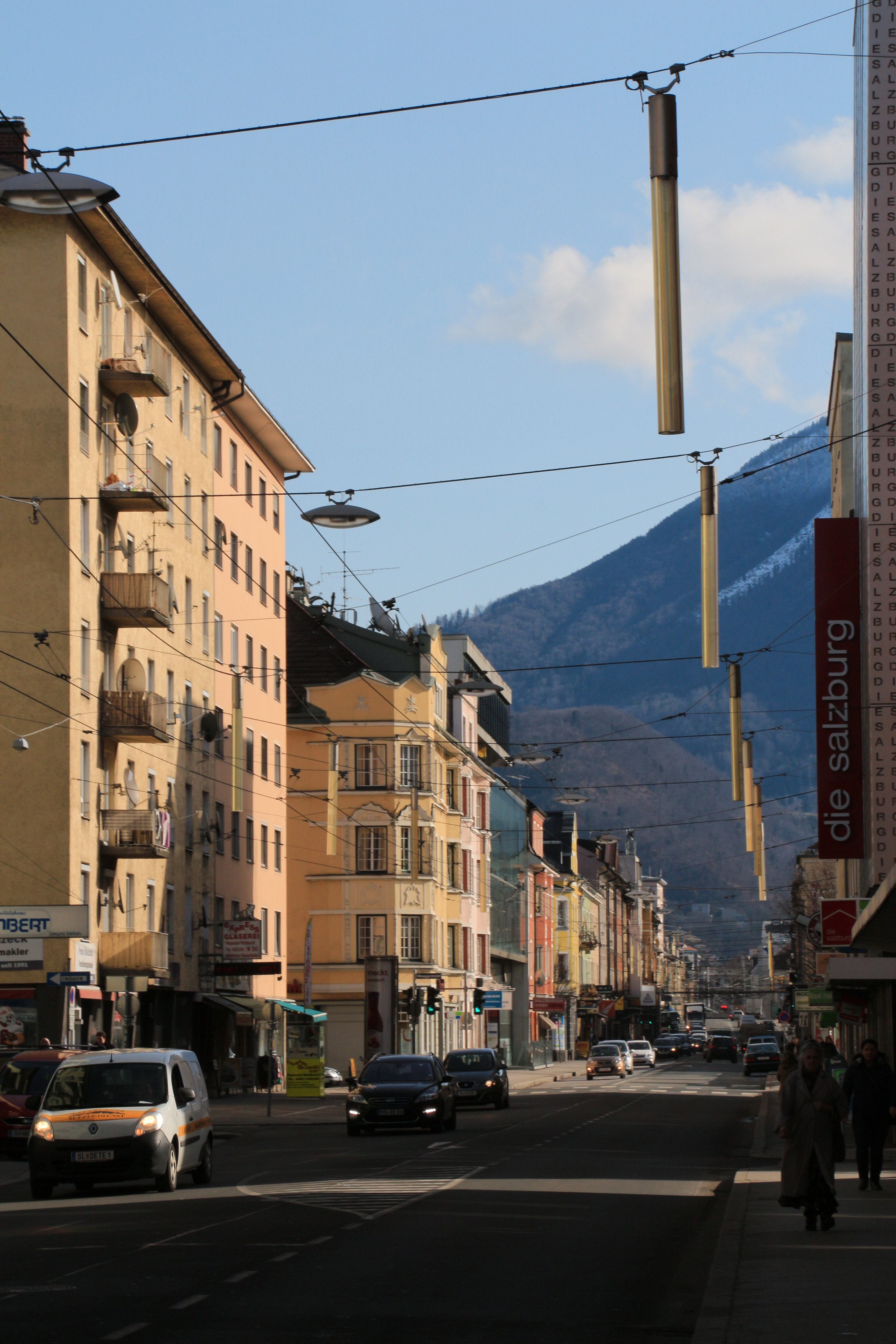
Ignaz-Harrer-Straße in Lehen

Der Name des Stadtteils leitet sich entweder vom mittelhochdeutschen lēhen ‚Lehen‘, ‚an einen Adeligen oder Freien verliehenes Gut‘ oder (ein Adelsgut ist vor dem 17. Jahrhundert dort nicht bekannt) vom Wort Lohe bzw. Löhen ‚(feuchtes) Waldstück‘, ‚Weidewald‘ ab. Der Kernbereich von Lehen war im 19. Jahrhundert die Weilergruppe um Rauchmühle, Annahof und Lürzerhof. Salzachnah befand sich südlich des heutigen Lehener Parkes bis zur heutigen Landesberufsschule reichend von etwa 1870 bis nach 1900 die alte Militär-Schießstätte, die später nach Glanegg verlegt wurde. Die Schießstattstraße erinnert an die frühere Nutzung des Landschaftsraumes.
Bis zur Stadterweiterung Salzburgs und der damit einhergehenden Eingliederung der ehemaligen Gemeinden Maxglan und Gnigl/Itzling in den Jahren 1935 und 1939 gehörten nur der nördliche Teil rechts des Glanbachs zu Lehen, die Gebiete links davon teilweise zu Maxglan. Der nördliche Bereich zwischen dem Glan-Durchstich und der ehemaligen Stadtgrenze war wiederum Teil der Gemeinde Gnigl/Itzling. Da es sich bei Lehen großteils um ein Überschwemmungsgebiet von Salzach und Glan handelte, war der Stadtteil bis in das 19. Jahrhundert schwach besiedelt. Erst ab 1874 kam es zu ersten Bautätigkeiten im Bereich der heutigen Gaswerkgasse. 1906 nahm man die systematische Asphaltierung der Straßen in Angriff.
1902 wurde die Ignaz-Harrer-Straße, heute die Hauptverkehrsader des Stadtteils, angelegt. Benannt ist diese Straße nach dem ehemaligen Salzburger Bürgermeister und Landtagsabgeordneten Ignaz Harrer. Sie nimmt ihren Beginn bei der Lehener Brücke und verbindet den benachbarten Stadtteil Froschheim bzw. Elisabeth-Vorstadt mit der Münchner Bundesstraße. Die zu Beginn des 20. Jahrhunderts einsetzende Verbauung mit Wohn- und Geschäftshäusern im Stil der Spätgründerzeit lässt sich heute nur noch an wenigen intakten Objekten erkennen. In den Jahren von 1924 bis 1930 setzte auch im immer bevölkerungsreicher werdenden Lehen der soziale Wohnbau ein und prägte maßgeblich das Bild dieses Stadtteils.

## Geographische Gliederung

### Lehen Süd-West: Der historische Kern

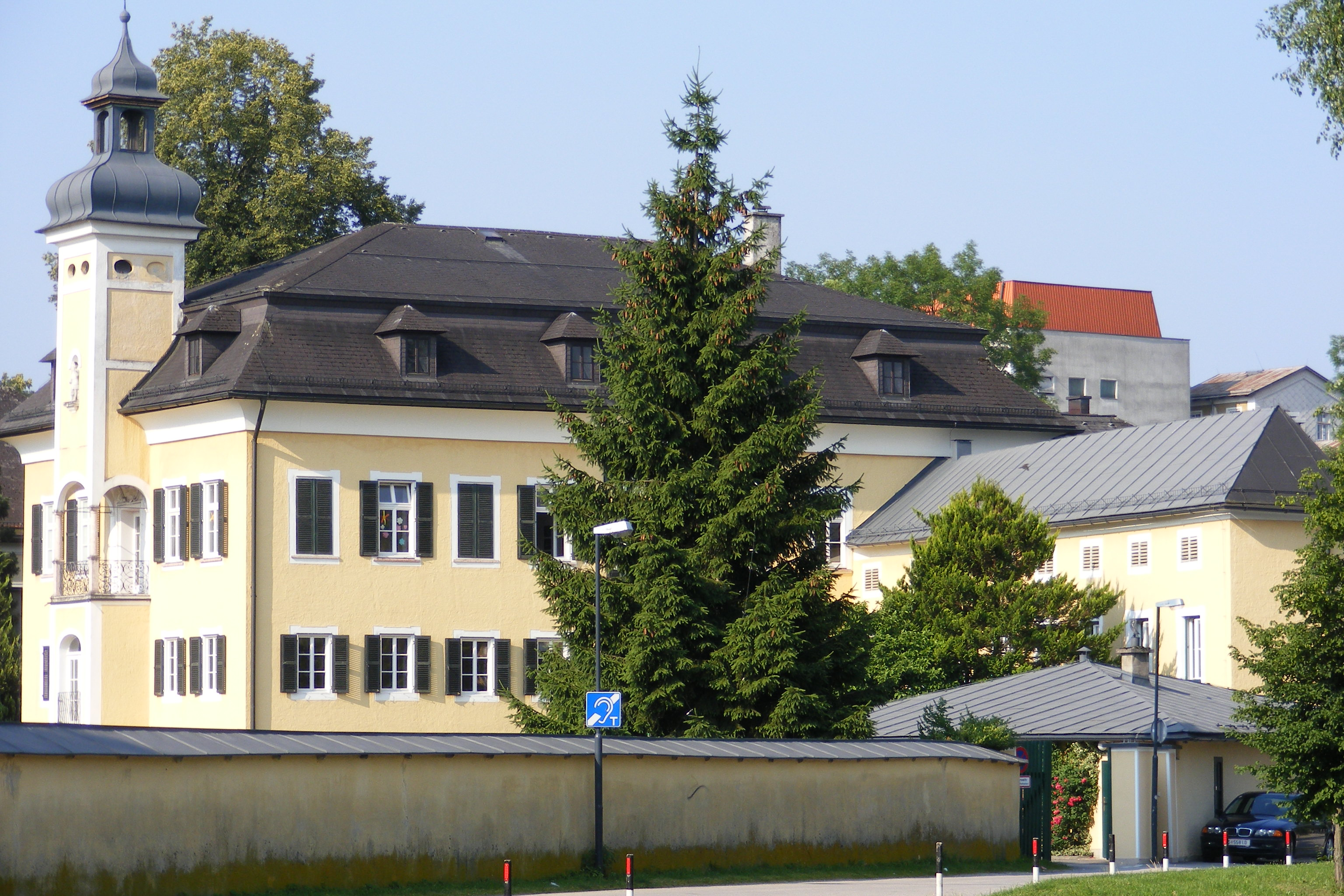
Lürzerhof

Begrenzt wird dieser Teil Lehens durch die Ignaz-Harrer-Straße im Norden, die Eisenbahntrasse im Süden, sowie im Westen durch den Glankanal und im Osten durch die Rudolf-Biebl-Straße.
Die historischen Gebäude liegen in einem großzügigen, dreigeteilten Parkareal. Die Parks von Rauchmühle und O´Donell´schem Schloss (Lürzerhof) sind jeweils durch Zäune und Mauern abgegrenzt und nicht öffentlich zugänglich. An den Park des O´Donell´schen Schlosses schließt sich ein großzügiges frei zugängliches Parkareal an, auf dem unter anderem Kinderspielplätze angelegt sind. Als bemerkenswerte Bauobjekte gelten:
- Die „Fisslthalermühle“

Sie kann unter dem Namen Astmühle bis ins 14. Jahrhundert zurückverfolgt werden. Heute ist der an der Glan liegende Betrieb als „Rauchmühle“ bekannt.
- Die „Villa Rauchmühle“

1897 wurde vom bekannten Baumeister Jakob Ceconi für den Maxglaner Bürger Franz Fisslthaler diese unmittelbar an das Fabrikgebäude der Mühle angrenzende Villa errichtet. Das Gebäude im späthistoristischen Stil besitzt interessante neobarocke Schmuckelemente, die sich in der Einfriedung und dem schmiedeeisernen Tor fortsetzen. Die Villa gehörte früher zum Stadtteil Maxglan, wird aber heute auf Grund der Lage nördlich der Bahnlinie zum Stadtteil Lehen gezählt.
- Der „Lürzerhof“

Dieser wurde zuerst „Egglgut am Gailinpach“, später abert auch „O´Donellhof“ oder „O´Donell`sches Schloss“ genannt und schließt unmittelbar an den Rauchmühlenkomplex an. Er stammt im Kern aus dem 17. Jahrhundert und besitzt einen schlanken Turm vor der Ostfassade mit einer Loggia im 3. Stock samt dem dort erhaltenen schmiedeeisernen Brüstungsgitter aus dem 17. Jahrhundert. Die Kapelle des einstigen Lürzerhofes besitzt einen Barockaltar mit einem Bild der Schmerzhaften Muttergottes (Mitte 18. Jahrhundert). Seit 1898 wird der Gebäudekomplex als Sonderschule für Gehörgeschädigte genutzt.

### Lehen Süd
Lehen Süd wird begrenzt durch die Ignaz Harrer-Straße im Norden, die Eisenbahntrasse im Süden, die Rudolf-Biebl-Straße im Westen sowie durch die Salzach auf der Ostseite.
Innerhalb dieses Bereichs liegen unter anderem das Christian-Doppler-Gymnasium und Realgymnasium und das alte Stadtwerke-Areal, das unter der Bezeichnung Stadtwerk Lehen neu gestaltet wurde und unter anderem das Salzburger Bildungswerk und die Robert-Jungk-Bibliothek für Zukunftsfragen beherbergt. Die Paracelsus Medizinische Privatuniversität schließt unmittelbar an dieses Areal an bzw. hat Anteil an diesem.
Eizenbergerhof
Direkt neben dem Universitätsgebäude existiert ein kulturelles Kleinod – der „Eizenbergerhof“ (früher auch „Maß-Hof“ oder „Mühlbacher Hof“). In der Art eines typischen Gutshofes mit einem breit abgeschrägtem Rundbogenportal erbaut, stammt das Gebäude im Kern aus der Zeit vor 1600 und findet erstmals Erwähnung um 1600. Bemerkenswert sind der später hier angebrachte Einhornkopf über dem Eingangsportal, das Kreuzgratgewölbe im Erdgeschoß, eine bei der Renovierung Ende der 1980er Jahre freigelegte Steinsäule im 1. Stock sowie barocke Holzkassettendecken im zweiten Stock, Marmorfußböden und einige Originaltüren. Fünfzehn Jahre lang stand im Garten vor dem Gebäude ein Brunnen von Hilde Heger, der heute vor die Elisabeth-Kirche verlegt ist.
Der Eizenbergerhof diente 300 Jahre als Gasthaus und Meierhof. 1904 erwarb die Stadt Salzburg den Bau, der im Ersten Weltkrieg als Militärunterkunft und später als Wohnhaus zunehmend verkam. Unter Denkmalschutz gestellt überlebte das älteste Gebäude im Stadtteil Lehen. 1991 wurde hier die Literatur angesiedelt und das Literaturhaus Salzburg gegründet. Im Gebäude sind nun mehrere Literaturvereinigungen untergebracht. 2003 wurde auf Vorschlag des Literaturhaus-Leiters Tomas Friedmann der Ort vor dem Eizenbergerhof von Bürgermeister Heinz Schaden nach dem verstorbenen Dichter H. C. Artmann benannt, der dem Literaturhaus eng verbunden war. Im Zuge der Bauarbeiten auf dem ehemaligen Stadtwerke-Areal gegenüber wurde der Platz umgestaltet und am 12. Juni 2015 offiziell unter diesem Namen eröffnet. Vor dem Gebäude befindet sich seit 2012 eine sogenannte „Büchertankstelle“ – ein in Form einer Telefonzelle Tag und Nacht offener Tauschplatz für gebrauchte Bücher.

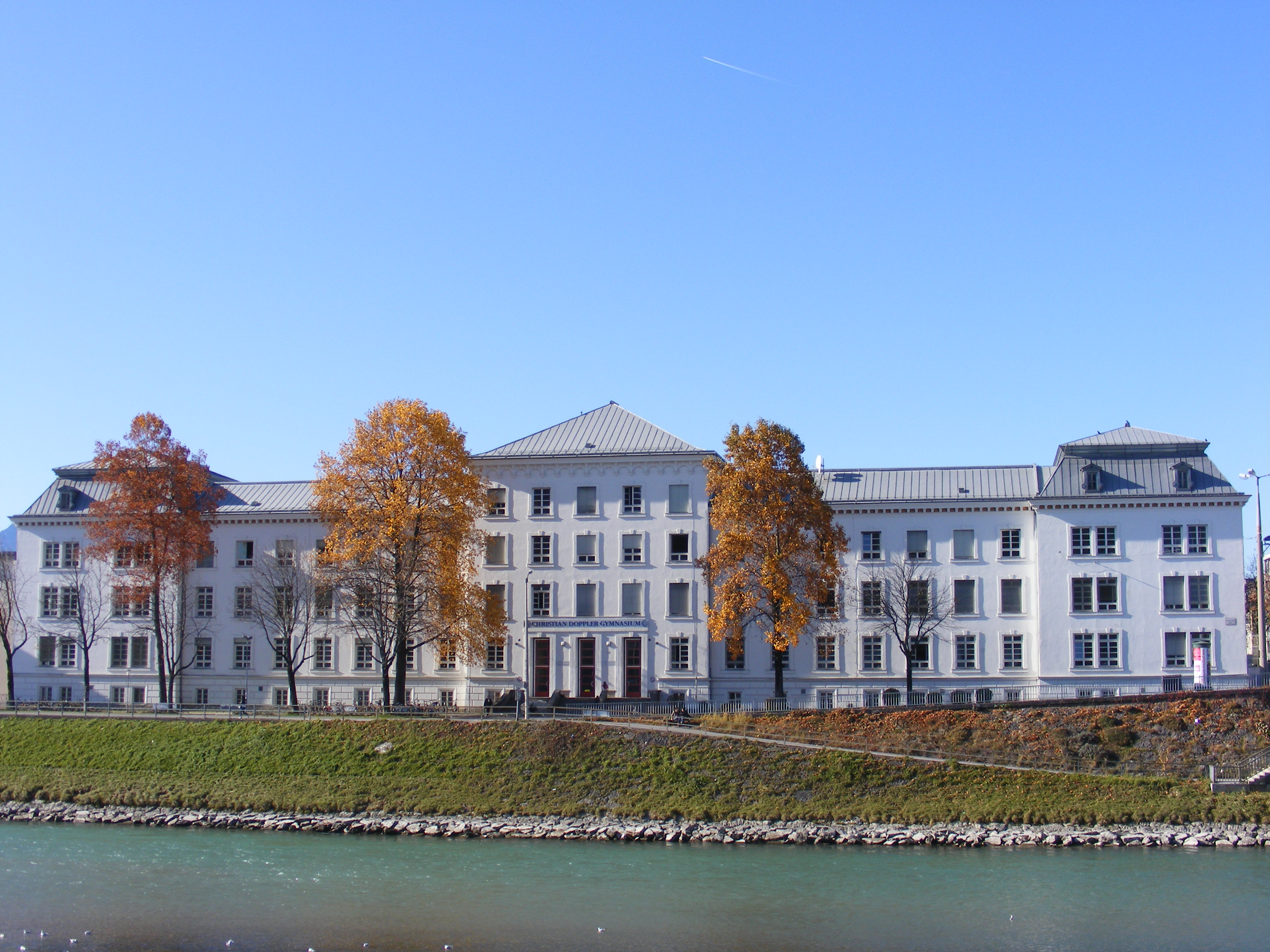
Christian-Doppler-Gymnasium
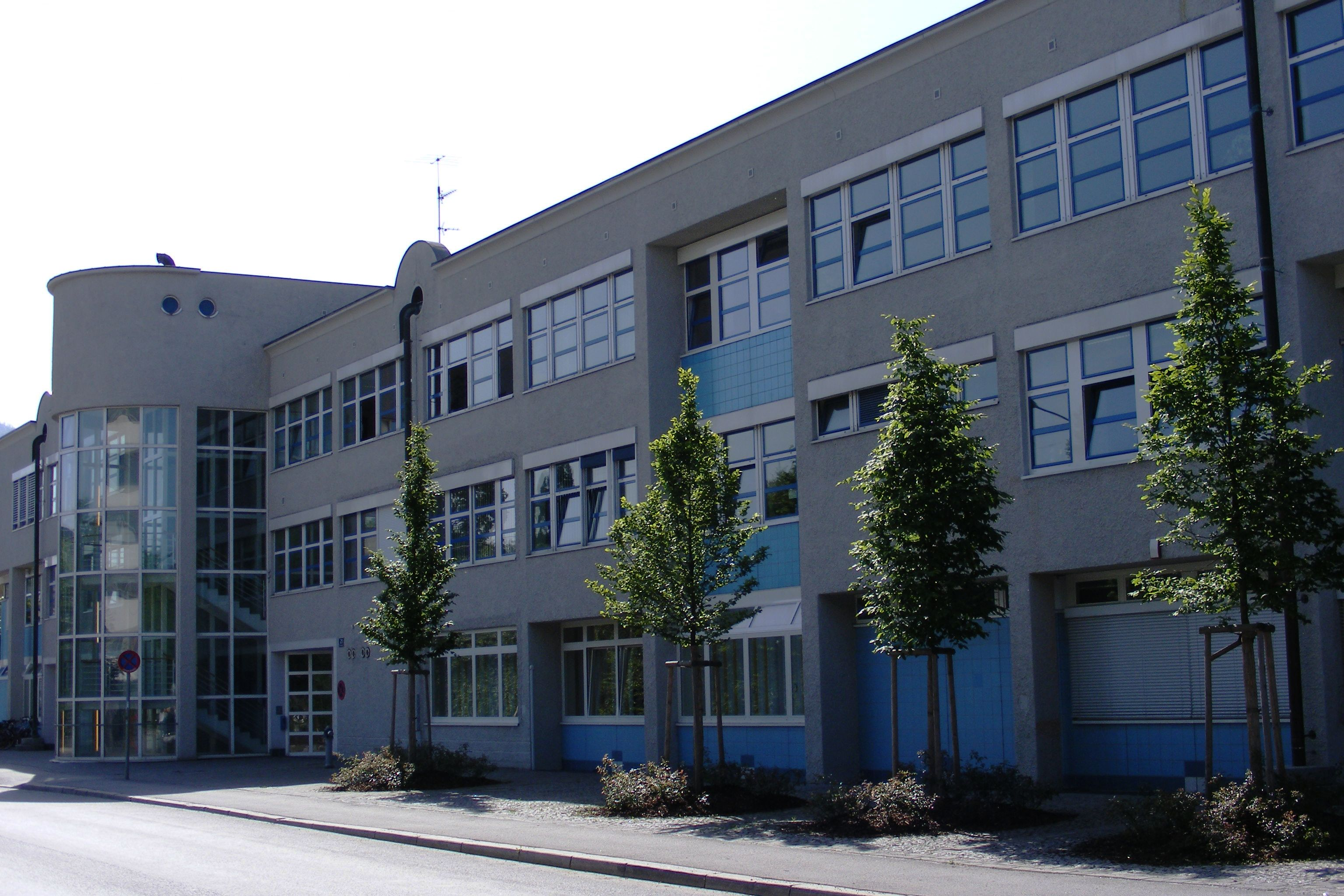
Paracelsus Medizinische Privatuniversität
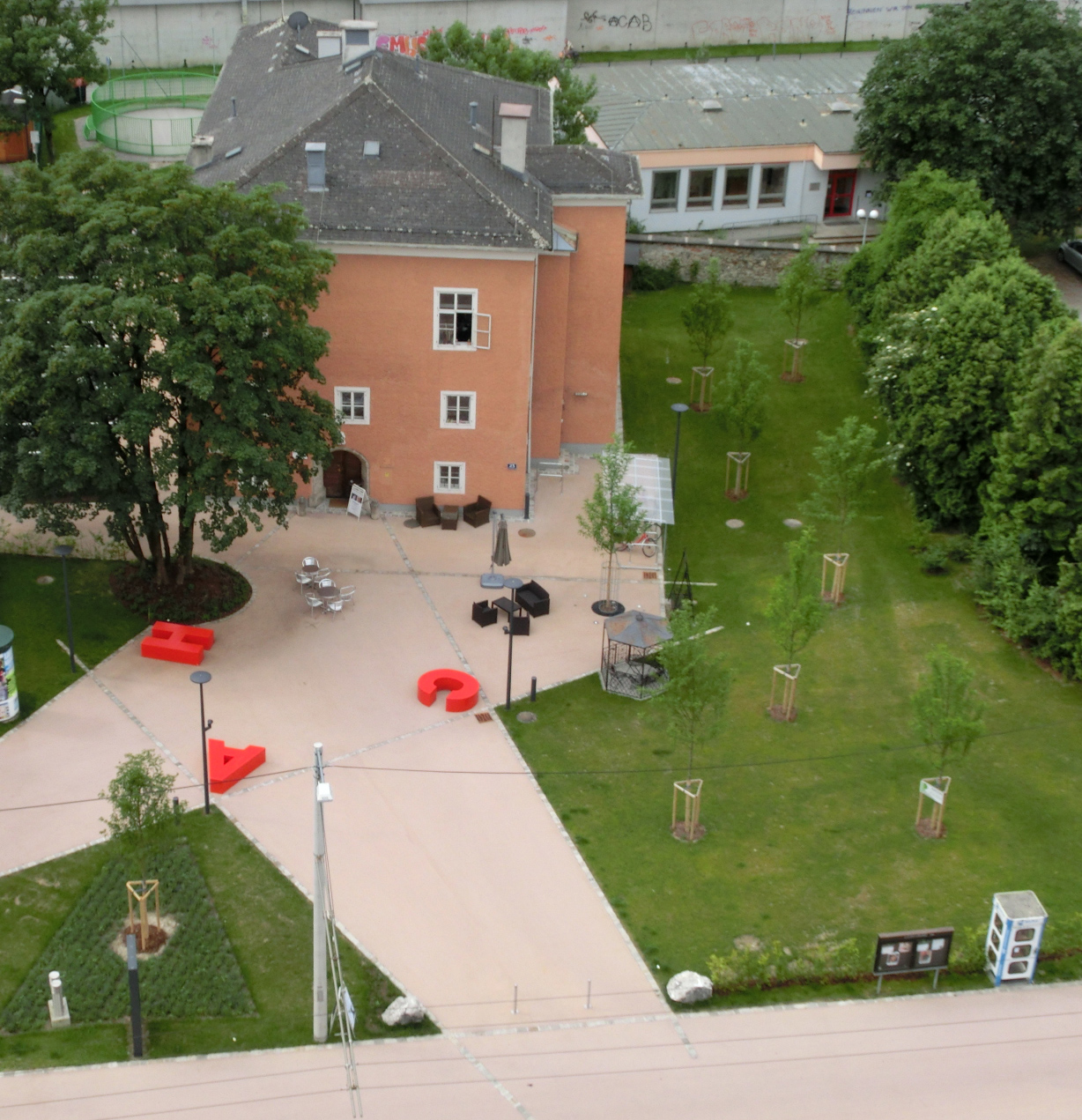
Literaturhaus und Vorplatz, H. C.-Artmann-Platz
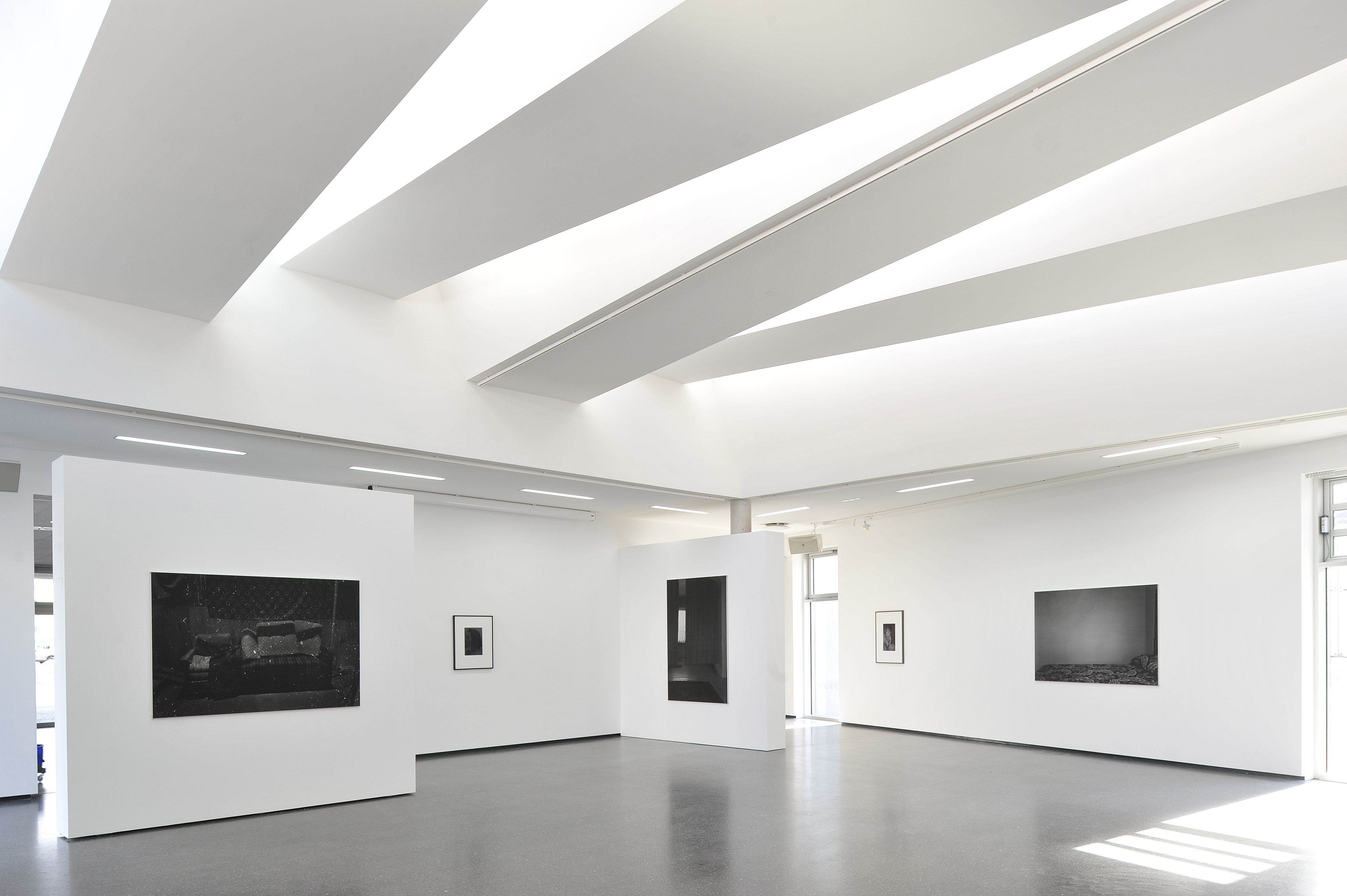
Galerie Fotohof

Gegenüber dem Literaturhaus – am Inge-Morath-Platz – befindet sich seit Februar 2012 in einem Teil des neu errichteten Stadtwerks Lehen die 1981 gegründete Fotografie-Institution Fotohof. Die vom Architekturbüro „transparadiso“ gestalteten Räume befinden sich im Erdgeschoß zweier verbundener Wohnbauten und beherbergen eine Galerie und eine der größten Fachbibliotheken für zeitgenössische Fotografie Österreichs, die öffentlich zugänglich ist.

### Lehen Nord
Der nördliche Teil Lehens wird begrenzt durch den sogenannten Glanspitz (Zusammenfluss von Glankanal und Salzach) im Norden, die Ignaz-Harrer-Straße im Süden, den Glankanal im Westen und die Salzach im Osten.
Wohnbauten und Fußballstadion
Die „Scherzhauserfeldsiedlung“ war eine der ersten peripheren Siedlungen Lehens, die bald nach dem Ersten Weltkrieg am nördlichsten Rand der damaligen Stadt, umgeben von weiten Wiesen und Äckern, errichtet worden war. Ihren Namen erhielt diese Siedlung vom gleichnamigen, nun verbauten Bauerngut, das nach einem Nebenarm der Glan auch „Gut am Gailenbach“ hieß. Dabei wurden ab 1929 neun reihenförmig angelegte Wohnblöcke mit insgesamt 34 Kleinhäusern und einem gemeinsamen Waschhaus errichtet. 1931 wurden zwei weitere Wohnblöcke errichtet und 1939 nochmals drei Häusergruppen. Thomas Bernhard beschreibt in seiner Erzählung Der Keller. Eine Entziehung seine Zeit als Lehrling bei einem Kolonialwarenhändler in dieser Siedlung.

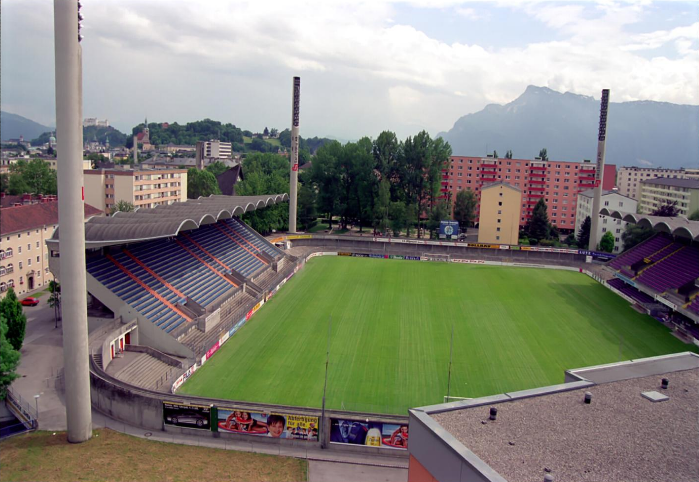
Das ehemalige Lehener Fußballstadion

Die frühere sogenannte „Heeresbausiedlung“ wurde 1940 südlich an diese Siedlung anschließend für Offiziere und Unteroffiziere der deutschen Wehrmacht errichtet. Die dortigen Straßen wurden nach Blumen benannt.
Nach 1955 wurde „Groß-Lehen“ unter verschiedenen Bauherrenschaften (darunter auch die Stadtgemeinde Salzburg) zwischen der Roseggerstraße und der Schießstattstraße als neue Siedlung errichtet.
Bekannt wurde Lehen auch durch das 1971 eröffnete Lehener Stadion des Fußballvereins SV Austria Salzburg, das damals die modernste Fußballarena Österreichs war. Nach dem Umzug des Klubs in das EM-Stadion Wals-Siezenheim wurde der Betrieb des Stadions in Lehen eingestellt. Das Stadion wurde mit Ausnahme eines Flutlichtmastens abgerissen.

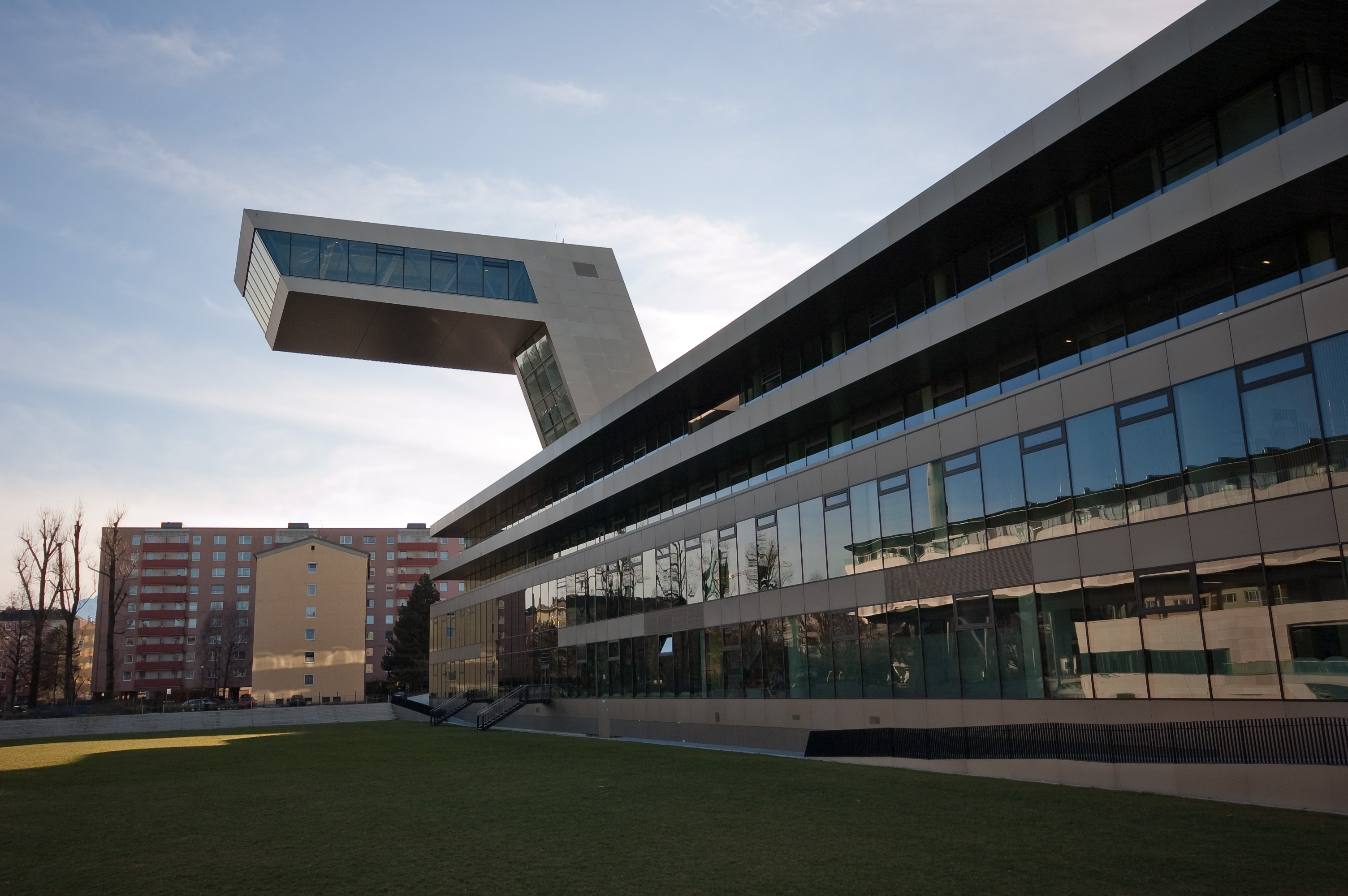
Die Salzburger Stadtbibliothek an der Stelle der früheren Stadiontribünen

Die sogenannte „Neue Mitte Lehen“, ein Stadtteilzentrum, entstand an Stelle des Stadions. Der Stadionrasen wurde belassen und ist nun Grünfläche. An seinen beiden Längsseiten wurden in der Art Gebäude errichtet, dass das gesamte architektonische Ensemble an das alte Stadion mit seinen Tribünen erinnert. Der Gebäudekomplex beherbergt die Stadtbibliothek Salzburg, Geschäfte und Wohnungen sowie ein Seniorenzentrum. In der Umgebung des Neubaus befinden sich nach wie vor ein Postamt, ein Einkaufsmarkt und verschiedene andere, alteingesessene Geschäfte. Auch ein Kindergarten ist in diesem Bereich angesiedelt.
Grünanlagen

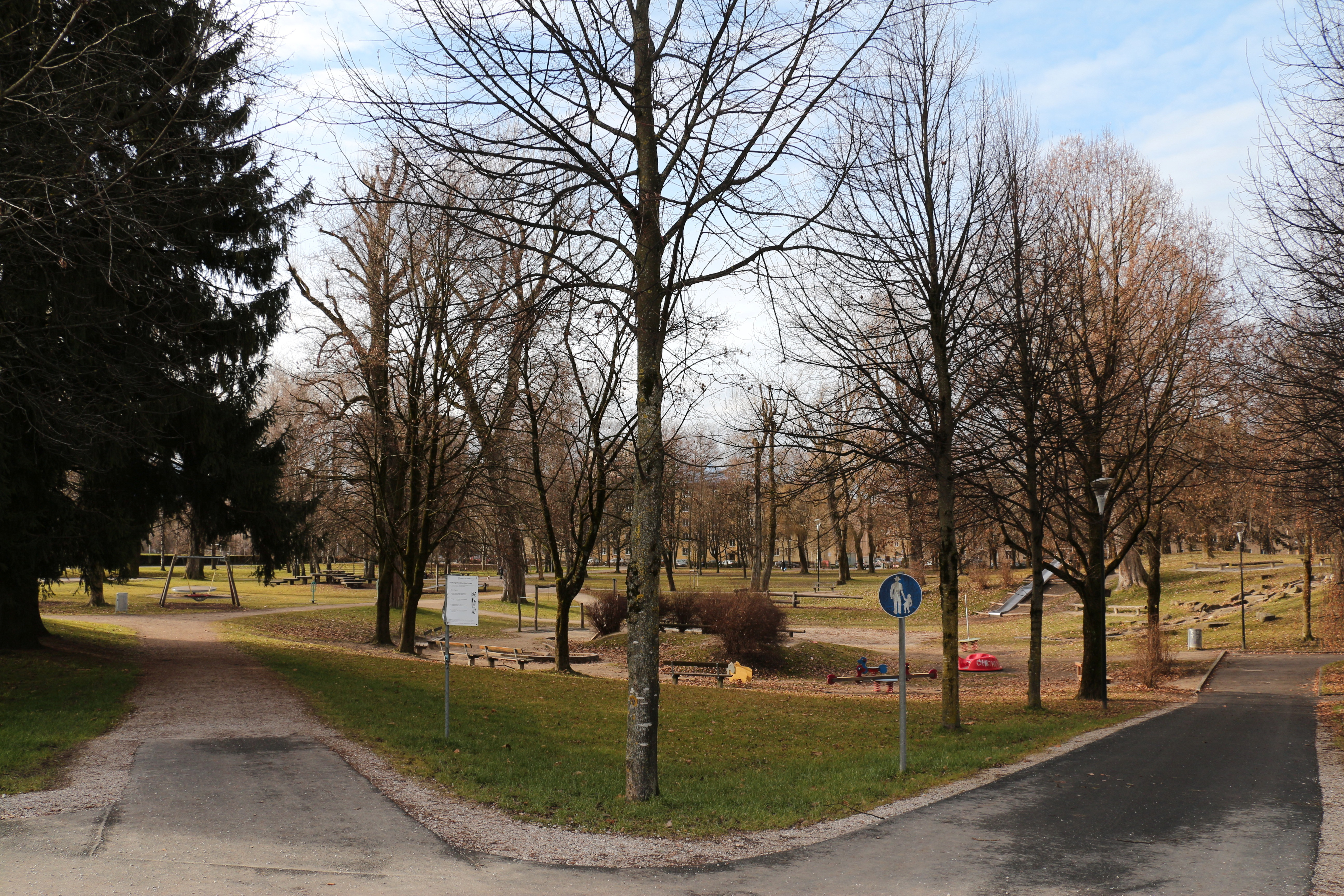
Lehener Park

In Nord-Lehen liegen auch die öffentlichen Grünflächen dieses Stadtteils:
- Lehener Park

Der Lehener Park entstand aus einem nicht bebauten Auwaldflecken an der Salzach. Einzelne alte Waldbäume des einst wertvollen Schwarzpappel-Auwaldes haben sich hier als Parkbäume erhalten. Er dient Sport- und Freizeitzwecken.
- Glanspitz und Itzlinger Au (Südteil)

Der nördlich des geschlossenen Siedlungsraumes Lehen gegen Liefering und Itzling hin anschließende Glanspitz verbindet als Erholungsraum die Stadtteile Liefering-Süd und Itzling.
- Vinzenz-Pallotti-Platz

Der kleine Park vor der Pfarrkirche Vinzenz Pallotti in Lehen nächst dem einstigen Stadion Lehen ist vor allem als Kinderspielplatz genutzt.
Kirchen
- Pfarrkirche Salzburg-Lehen: Lehen wurde mit seiner ersten Kapelle St. Josef nach dem Zweiten Weltkrieg zuerst von der Müllner Pfarre mitbetreut. Sie war anfangs in einer ehemaligen Flüchtlingsbaracke untergebracht. Bald aber übernahmen die sozial engagierte Kongregation der Pallottiner (mit ihrem Sitz im Johannesschlössl am Mönchsberg) die seelsorgerische Arbeit in Lehen. Mit ihrer Unterstützung wurde 1962–1964 dann auch die Lehener Kirche errichtet und ihrem damals eben heiliggesprochenen Gründer Vinzenz Pallotti geweiht. Sie ist in der damals nicht seltenen Form eines großen Zeltes gestaltet und besitzt innen mächtige Zeltdachflächen, die mit brasilianischem Kiefernholz verkleidet sind. Sie wurde 1965 von Erzbischof Andreas Rohracher feierlich eingeweiht.

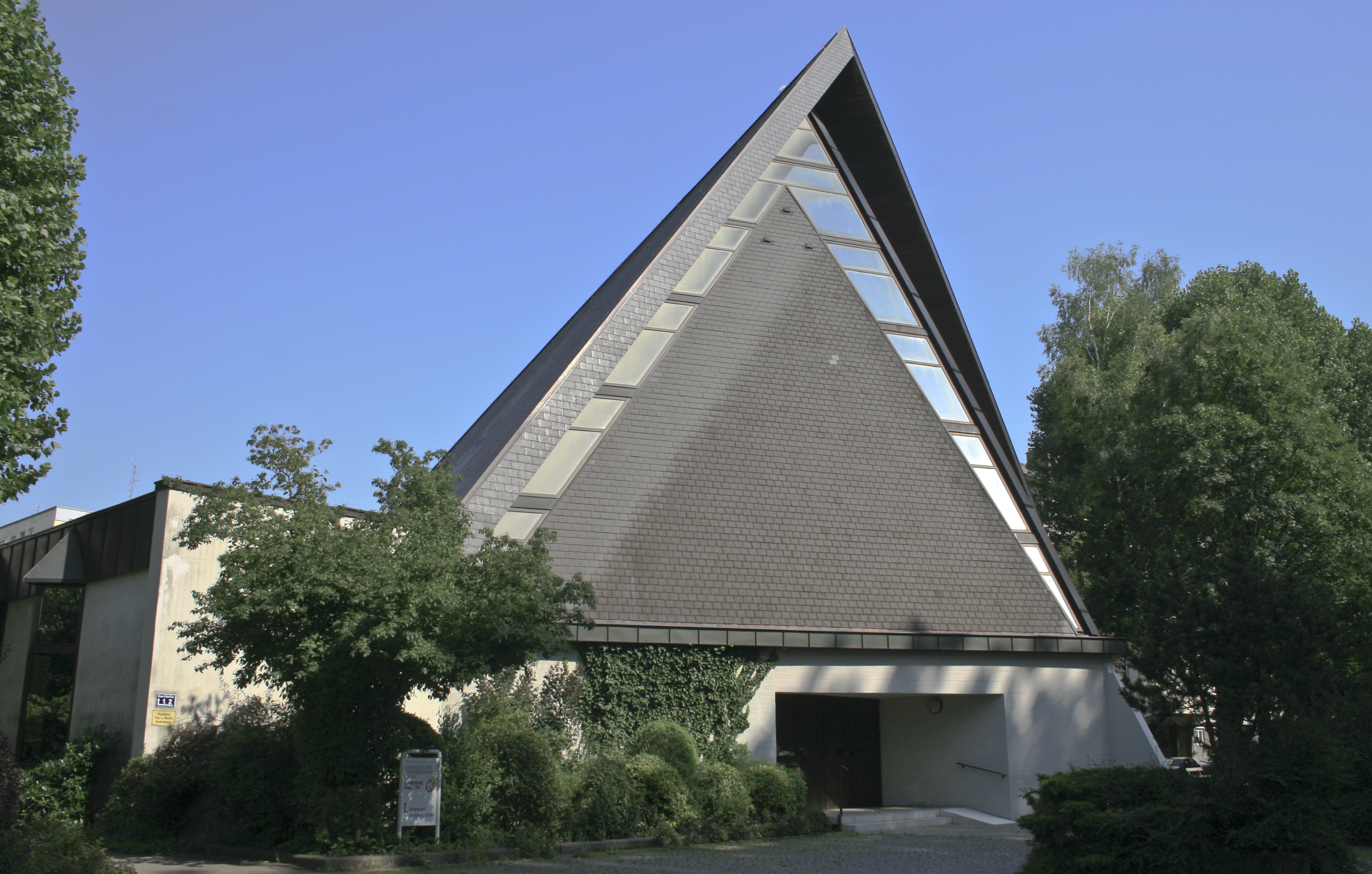
Kirchengebäude
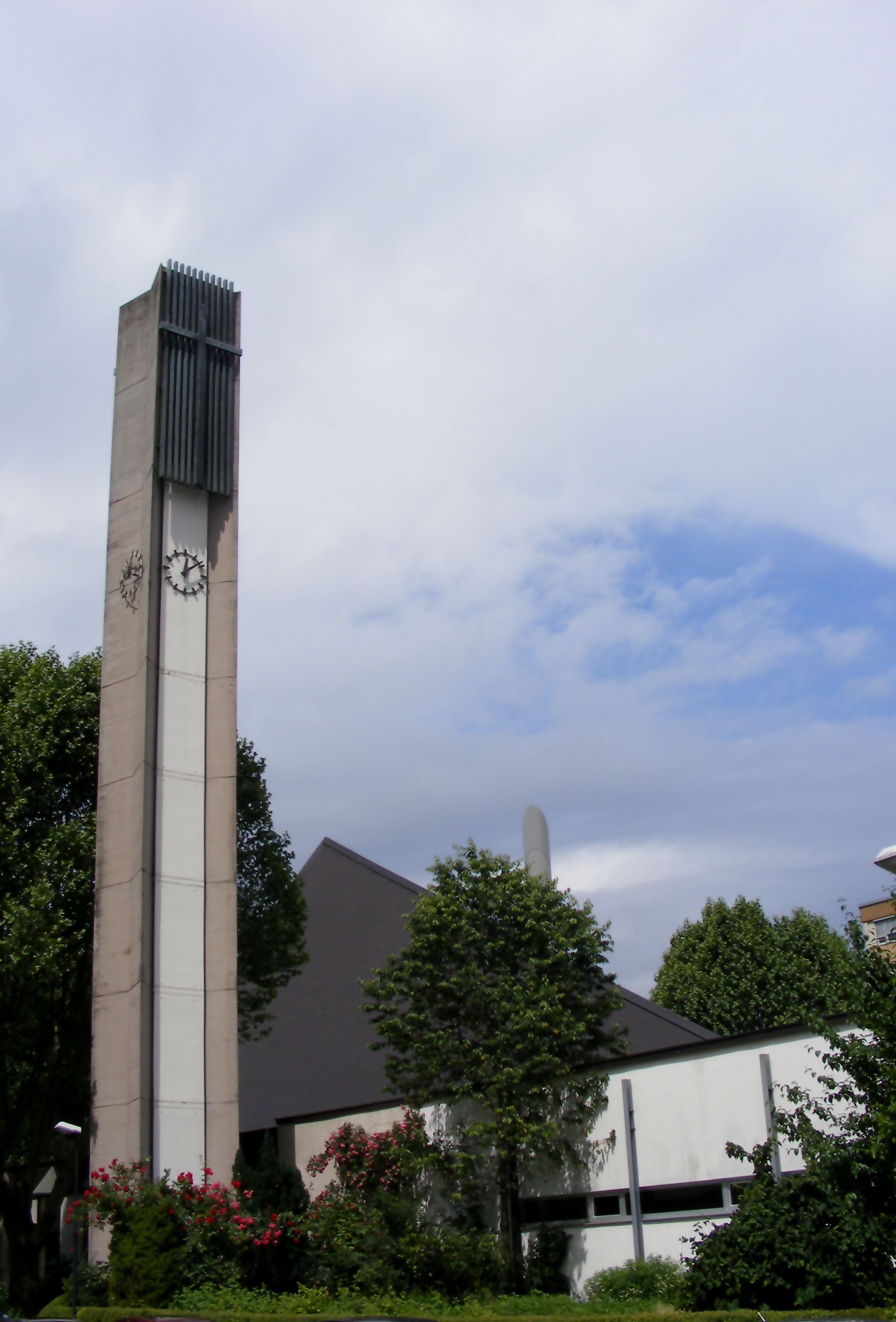
Glockenturm
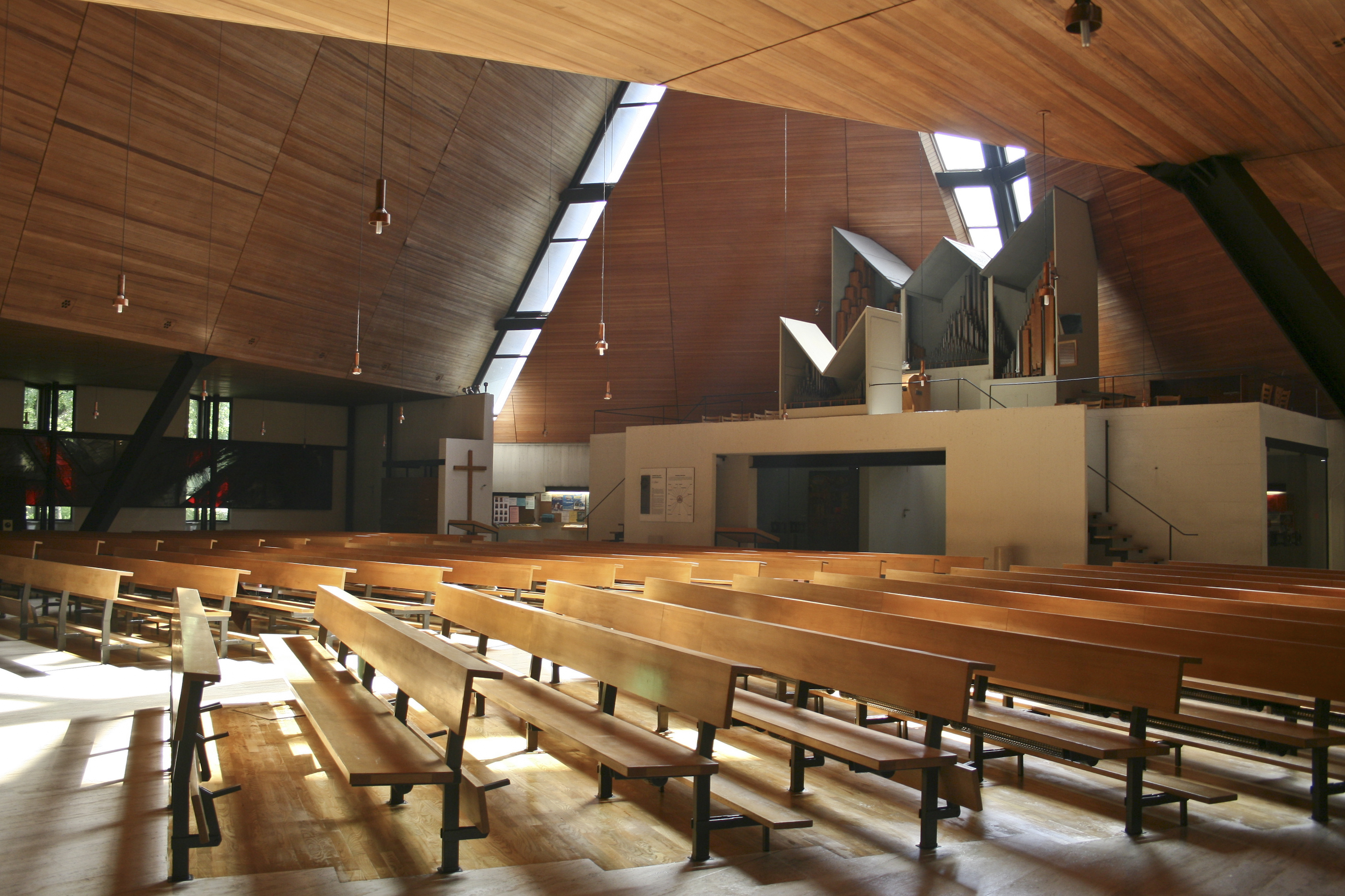
Innenraum

## Schulen
Im Ostteil Lehens liegen
- zwei Volksschulen

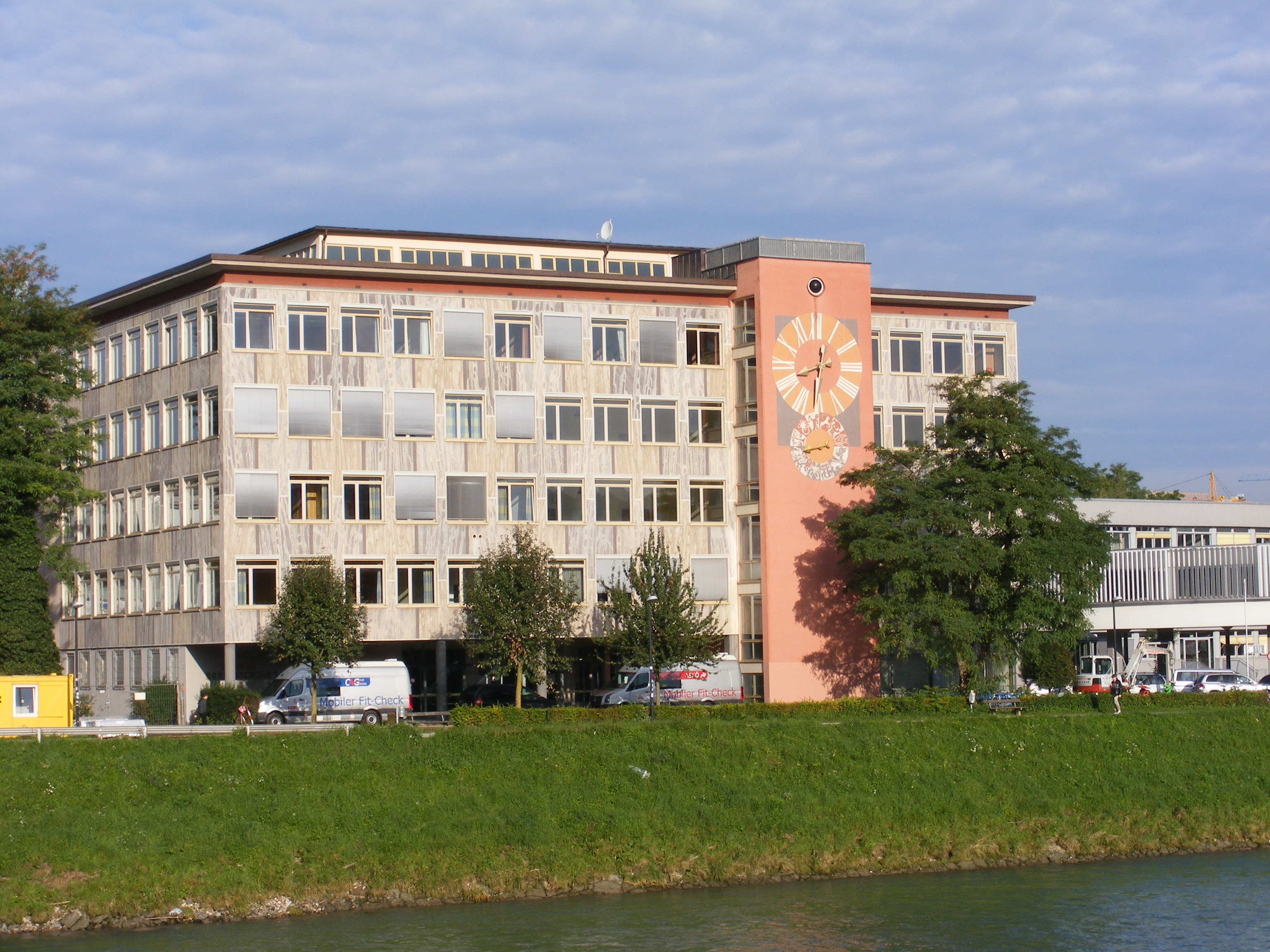
Teil der HAK und HAS Salzburg I und II

- die Neue Mittelschule Lehen mit den Schwerpunkten Informatik und kreative Mediengestaltung
- das Christian-Doppler-Gymnasium und Realgymnasium
- das Abendgymnasium Salzburg
- die Josef-Rehrl-Schule, eine integrative Volks- und Hauptschule für gehörgeschädigte Kinder
- die Bundeshandelsakademien 1 und 2 und
- die Landesberufsschulen 1–4

## Straßen und Verkehr
öffentlicher Verkehr

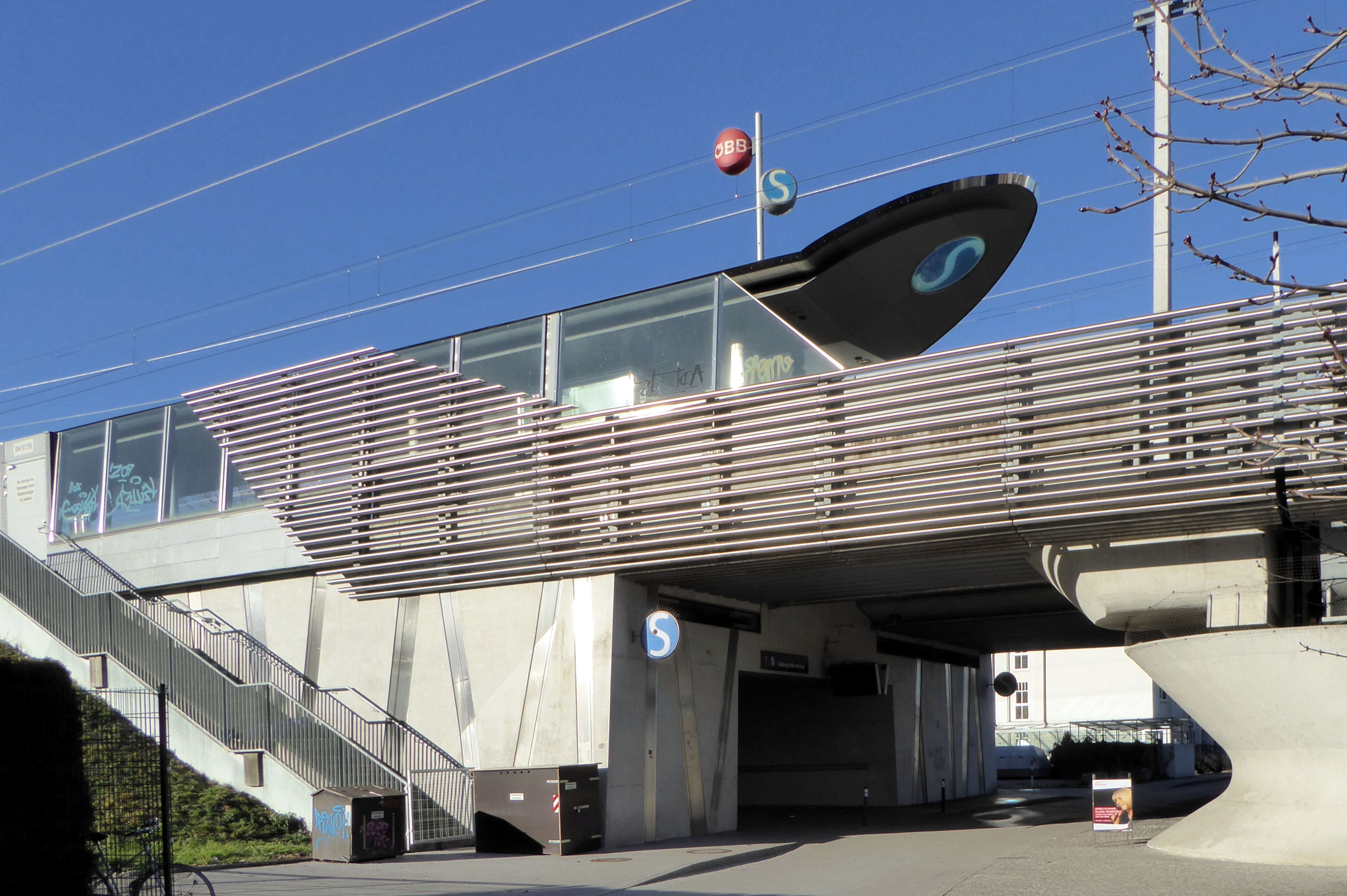
S-Bahn-Haltestelle Salzburg Mülln - Altstadt

Im Rahmen der Realisierung des Projektes S-Bahn Salzburg erhielt Lehen zwei S-Bahn-Stationen, die Haltestelle Salzburg Mülln-Altstadt unmittelbar an der Stadtteilgrenze zu Mülln mit Zugängen von der Gaswerkgasse und dem Salzachkai, sowie die Haltestelle Salzburg-Aiglhof über der Rudolf-Biebl-Straße. Lehen ist durch die Obuslinien 1, 2, 4, 7 und 10 sowie die Autobuslinie 24 entsprechend der hohen Bevölkerungsdichte gut mit öffentlichen Verkehrsmitteln versorgt. Außerdem beginnt die sogenannte Stieglbahn in Lehen, hierbei handelt es sich um eine ausschließlich im Güterverkehr betriebene Anschlussbahn.
Straßennamen und ihre Herkunft
Einige Straßen sind in Erinnerung an den ehemaligen Besitz Salzburgs im heutigen Kärnten benannt: Althofen, Friesach und Hüttenberg. Das niederösterreichische Arnsdorf ist als einstiger Salzburger Zentrum des dortigen Weinanbaus Namensgeber für die Arnsdorfgasse.
Die Kreuzbrünndlgasse entstand 1939 nach Abriss des Kreuzbrünndlguts in der Gaswerkgasse um ein Verkehrsproblem zu lösen. (Das dortige Kreuzbrünndl erinnerte an ein altes Weichbildkreuz, das im Spätmittelalter die Grenze des Stadtrechtes markierte.) Die Kuenburgstraße ist nach der Adelsfamilie Kuenburg benannt. der im 16. und 17. Jahrhundert drei Salzburger Erzbischöfe entstammten. Auch die Regensburgstraße fußt auf religiöser Vergangenheit, da das Bistum Regensburg von 798 bis 1818 Salzburger Kirchenprovinz war. Die Siebenstädterstrasse erinnert an die sieben Städte im Erzstift für die Johann Ernst Graf Thun 1702 das „Siebenstädter Stipendium“ einrichtete.
Auch nach Blumen wurden Straßen benannt, die Rosengasse, die Liliengasse, die Nelkenstraße und die Tulpenstraße.
Personen, nach denen in Lehen Straßen und Plätze benannt sind:

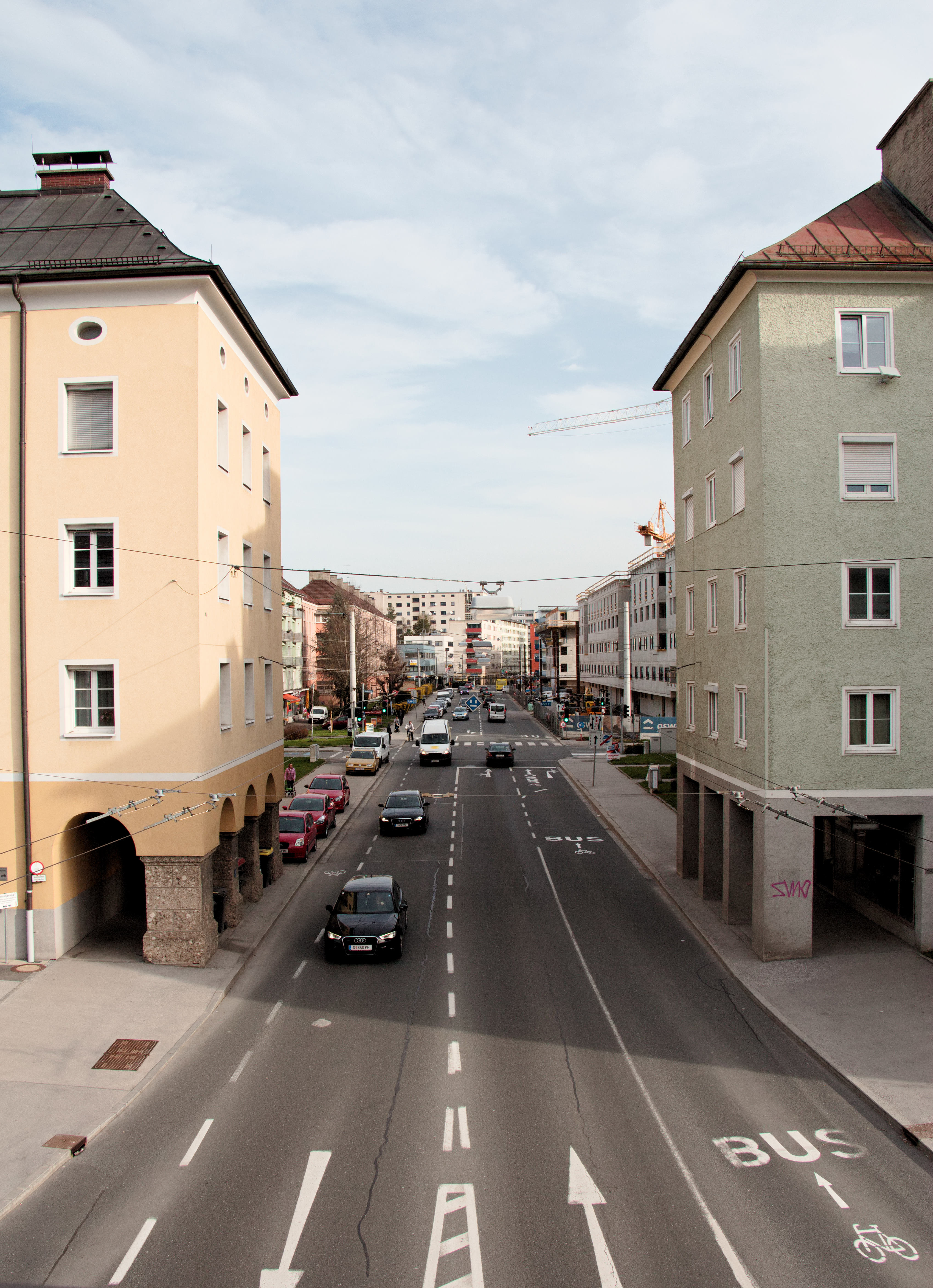
Rudolf-Biebl-Straße

- Karl Adrian, Gründer des Volkskundemuseums Salzburg
- William H. Arnold, Kommandant der US-Besatzung nach dem Zweiten Weltkrieg
- H. C. Artmann, österreichischer Dichter, Mitbegründer des Salzburger Literaturhauses
- Anton Behacker, Hofrat und Landesschulinspektor
- Adolf Bekk, Direktor der Lehrerbildungsanstalt Salzburg und Dichter
- Thomas Bernhard, österreichischer Schriftsteller
- Rudolf Biebl, Bürgermeister von Salzburg
- Johann Brunauer, Landtagsabgeordneter und Vizepräsident der Arbeiterkammer

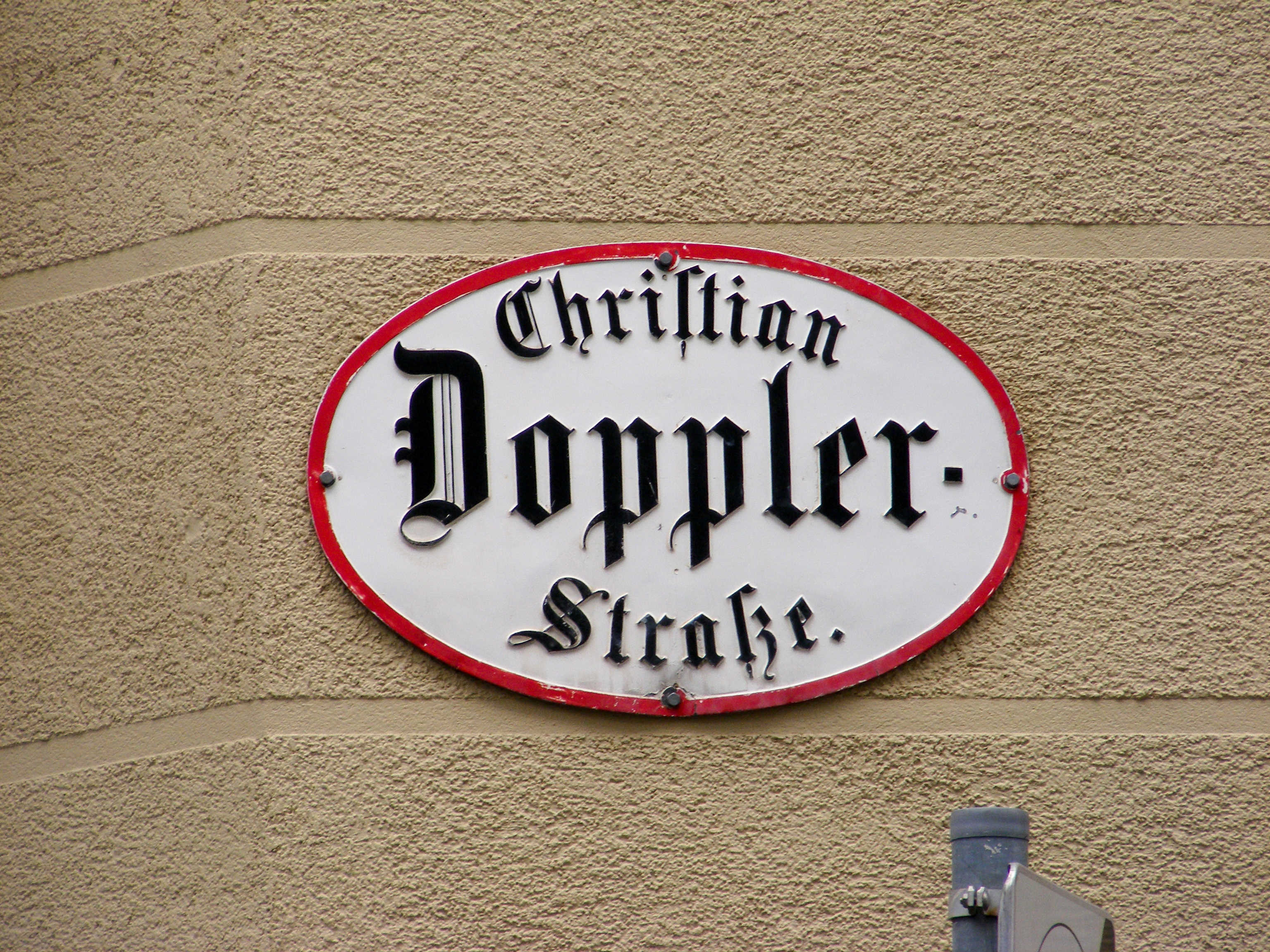
Straßenschild Christian-Doppler-Straße

- Christian Doppler, Salzburger Physiker
- Wilhelm Erben, Salzburger Historiker
- Luise Esshaver, Schriftstellerin, stiftete ihr Vermögen für wohltätige Zwecke
- Leonhard von Keutschach, Fürsterzbischof von Salzburg (1495–1519)
- Nikolaus Lenau, österreichischer Schriftsteller
- Ignaz Harrer, Bürgermeister von Salzburg
- Joachim Haspinger, Tiroler Freiheitskämpfer und Kapuzinerpater
- Franz Martin, Salzburger Historiker
- Vinzenz Pallotti, italienischer Priester und Gründer einer Vereinigung von Gläubigen
- Hans Paumann, Gründer der ersten Druckerei in Salzburg (1548)
- Georg Pichler, Salzburger Historiker
- Peter Rosegger, österreichischer Schriftsteller
- Hans Sachs, Nürnberger Meistersinger, verfasste ein Loblied über Salzburg
- Albert Schumacher, Salzburger Bürgermeister und Landeshauptmann
- Alois Stockinger, Großgrundbesitzer im Stadtteil Lehen, förderte dessen Entwicklung
- Josef Struber und Anton Wallner, Anführer im Aufstand gegen die französische Besatzungsmacht (1809)